# Stockholms musikstudenter

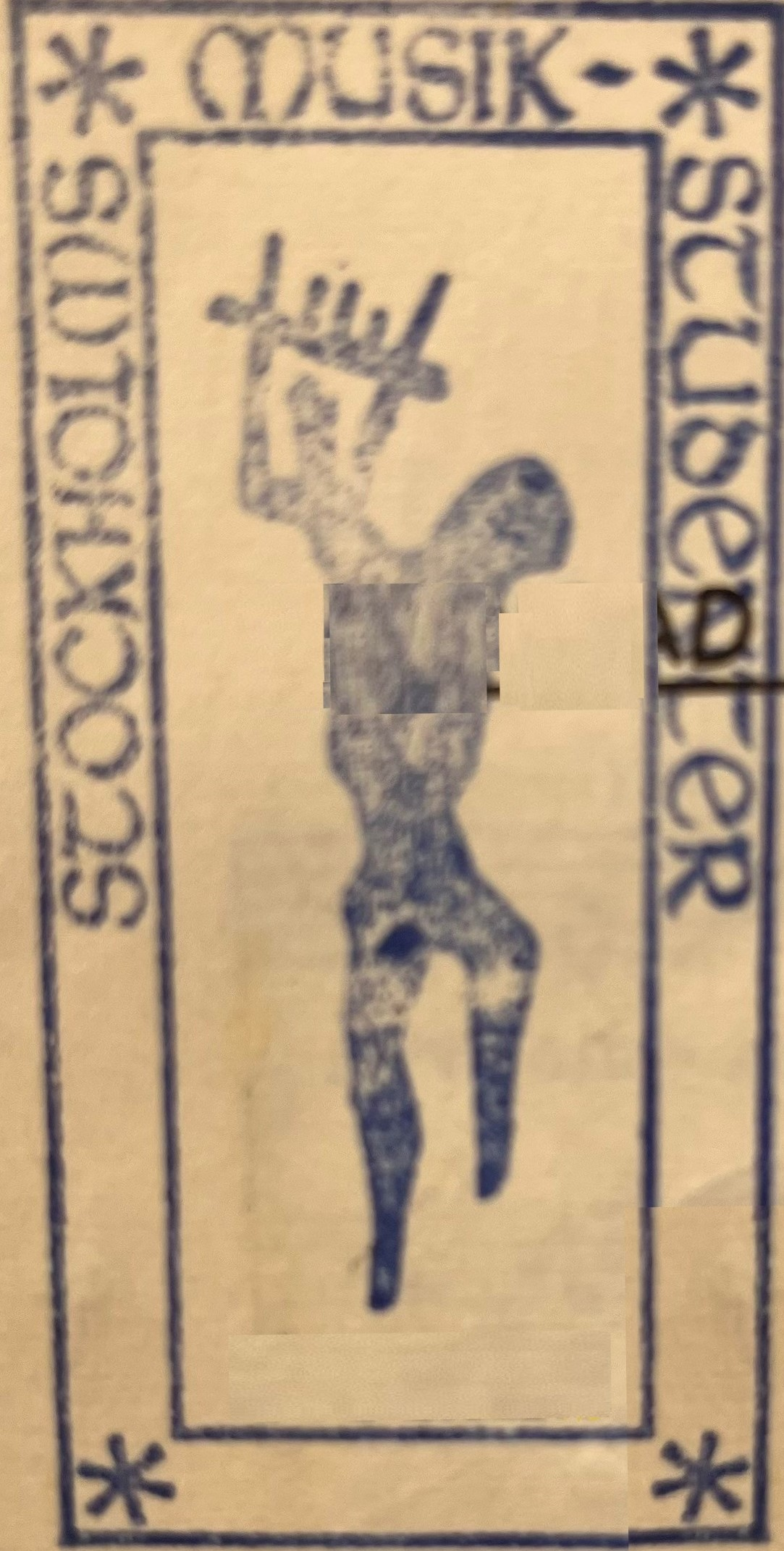
Stockholms musikstudenters emblem.

Stockholms musikstudenter var en kör som bildades ur Musikgymnasiets kamratförening 1966. Den bestod av cirka 70 sångare där koristerna var tidigare studenter vid Stockholms musikgymnasium och leddes fram till 1974 av Marianne Hillerudh. Kören togs därefter över av Nils Johansson och dess sista framträdande var sommaren 1975. Kören gjorde ett flertal resor till tävlingar i Wales, Skottland, Österrike, Ungern, Tjeckoslovakien och Rumänien med framstående placeringar i dessa.